# Щагин, Александр Ильич
Александр Ильич Щагин (2 августа 1901, Угличский уезд, Ярославская губерния — 3 мая 1993, Одинцово, Московская область) — советский военный, государственный и политический деятель, генерал-майор.

## Биография
Родился 2 августа 1901 года в селе Семенково. Член КПСС с 1920 года.
С 1920 года — на военной службе, общественной и политической работе. В 1920—1946 гг. — участник Гражданской войны и подавления Кронштадтского мятежа, на командных должностях в Рабоче-Крестьянской Красной Армии, участник Великой Отечественной войны, командир 341-й стрелковой дивизии, командир 349-й стрелковой дивизии, с января 1951 — командир 12-го стрелкового корпуса (Северо-Кавказский военный округ), с мая 1953 — на иных командных должностях в Советской Армии.
Делегат XIX съезда КПСС.
Умер в Одинцово Московской области 3 мая 1993 года; похоронен на Хованском кладбище в Москве.

## Награды
- Орден Красного Знамени (9.4.1942, 5.5.1942, 3.11.1944, 02.09.1950, 15.11.1950)[6].
- Орден Красной Звезды (31.3.1943)[6].
- Орден Ленина (30.04.1945)[6].
- Орден Отечественной войны I степени (6.4.1985)[6].
- Медали, в том числе:
  - «20 лет РККА» (1938)[2];
  - «За оборону Кавказа» (1944)[2];
  - «За победу над Германией» (9.5.1945)[6].

## Комментарии
1. ↑  Указывается также дата рождения 3 августа 1901 года[2].
2. ↑  Местом рождения указываются также Семенцово[3][4], Семенкова[2]. Необходимо уточнение из имеющихся в Угличском районе: Семенково (Василевский сельский округ), Семенково (Головинское сельское поселение), Семенково (Путчинский сельский округ), Семенцево (Угличский район).